# Kälsjön, Jämtland
Kälsjön är en sjö i Bräcke kommun i Jämtland och ingår i Ljungans huvudavrinningsområde. Sjön har en area på 0,441 kvadratkilometer och ligger 397 meter över havet.

## Delavrinningsområde
Kälsjön ingår i det delavrinningsområde (698218-150449) som SMHI kallar för Utloppet av Gastsjön. Medelhöjden är 384 meter över havet och ytan är 13,16 kvadratkilometer. Räknas de 5 avrinningsområdena uppströms in blir den ackumulerade arean 63,4 kvadratkilometer. Ansjöån som avvattnar avrinningsområdet har biflödesordning 4, vilket innebär att vattnet flödar genom totalt 4 vattendrag innan det når havet efter 164 kilometer. Avrinningsområdet består mestadels av skog (76 procent). Avrinningsområdet har 1,93 kvadratkilometer vattenytor vilket ger det en sjöprocent på 14,7 procent.